# Dennis Schröder
Dennis Schröder (pronúncia em alemão: [ˈʃʀøːdɐ]), (Brunsvique, 15 de setembro de 1993) é um jogador alemão de basquete profissional que atualmente joga no Sacramento Kings da National Basketball Association (NBA).
Ele anteriormente jogou pelo Braunschweig e pelo Phantoms Braunschweig na Alemanha, antes de se juntar ao Atlanta Hawks para suas primeiras cinco temporadas na NBA. Ele é o único proprietário do time de sua cidade natal, o Basketball Loewen Braunschweig, da Bundesliga, e é o acionista majoritário do time desde 2018.
Estreando pela seleção alemã em 2014, Schröder ajudou a equipe a conquistar sua primeira medalha importante em 17 anos, quando a Alemanha ganhou o bronze no EuroBasket de 2022. Em 2023, ele liderou a seleção para o seu primeiro título de Copa do Mundo, sendo nomeado o MVP. No ano seguinte, Schröder foi o porta-bandeira da Alemanha, junto com a judoca Anna-Maria Wagner, nas Olimpíadas de 2024 em Paris. Ele ajudou a Alemanha a conquistar a quarta colocação e foi nomeado para a Equipe Ideal das Olimpíadas.

## Carreira profissional

### Phantoms Braunschweig (2009–2013)
Schröder começou a jogar basquete profissional em 2010 pelo SG Braunschweig, time afiliado do Phantoms Braunschweig. Em sua primeira temporada, ele teve médias de 7,8 pontos, 2,1 assistências e 1,6 rebotes na Segunda Divisão da Bundesliga. Na temporada de 2011-12, ele teve médias de 17,8 pontos e 6,7 assistências em 23 jogos da temporada regular. Sua equipe foi para os playoffs onde ele teve médias de 18,8 pontos e 5,1 assistências em 4 jogos. Na mesma temporada, ele também jogou 30 jogos pelo Phantoms Braunschweig da Bundesliga com médias de 2,3 pontos, 0,7 assistências e 0,8 rebotes em cerca de 8 minutos.
Na temporada de 2012-13, ele jogou 32 jogos pelo Phantoms Braunschweig e teve médias de 12 pontos, 3,2 assistências e 2,5 rebotes em 25 minutos. Na temporada, ele foi nomeado o Jogador que mais Evoluiu e o Melhor Jogador Alemão Jovem.
Em 2013, Schröder foi anunciado no Nike Hoop Summit de 2013 para o World Select Team. Antes de jogar oficialmente no Nike Hoop Summit, Schröder decidiu se declarar para o Draft da NBA de 2013. Em 20 de abril de 2013, ele registrou 18 pontos, 6 assistências e 2 rebotes em 29 minutos da vitória por 112-98.

### Atlanta Hawks (2013–2018)

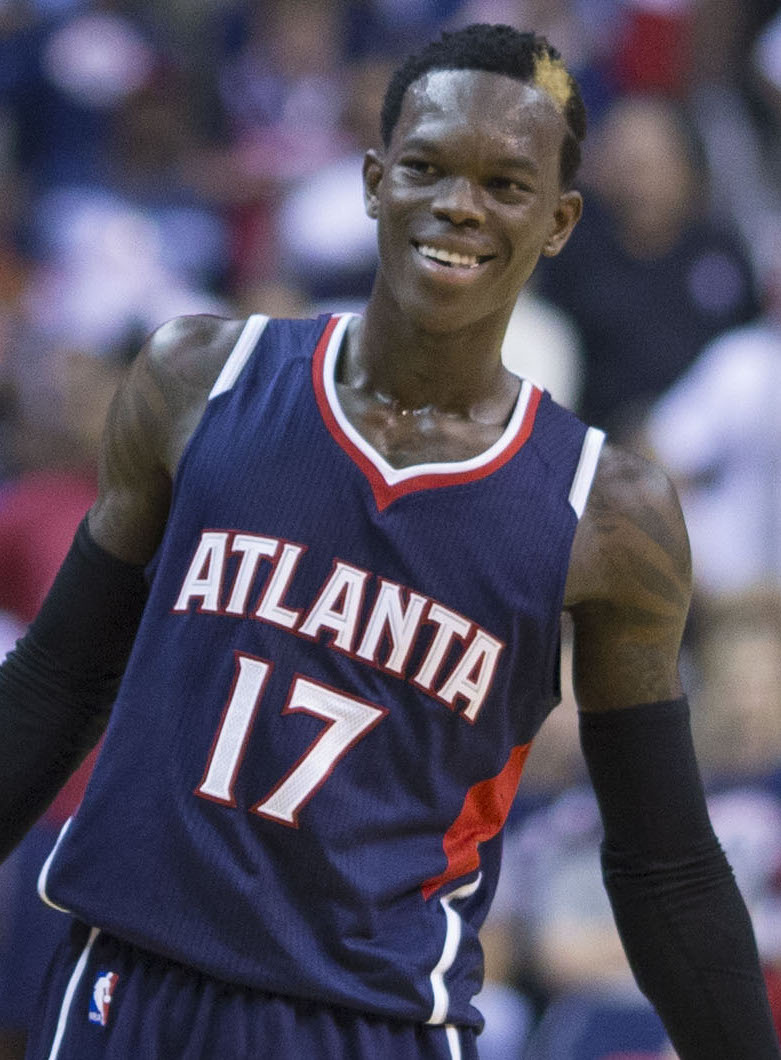
Schröder com os Hawks em 2015

Em 27 de junho de 2013, Schröder foi selecionado pelo Atlanta Hawks como a 17ª escolha geral no Draft da NBA de 2013. Ele foi comparado a Rajon Rondo por seu estilo de jogo. Ele entrou na temporada como o segundo armador dos Hawks, logo atrás de Jeff Teague na rotação. Schröder teve turnovers frequentes no início da temporada, e como resultado, seus minutos foram diminuidos, com Shelvin Mack assumindo o segundo armador. Ele passou um tempo com o Bakersfield Jam na G-League em dezembro e terminou sua temporada de estreia jogando em apenas 49 jogos pelos Hawks com média de 3,7 pontos em 13,1 minutos.
Em 22 de dezembro de 2014, Schröder marcou 22 pontos na vitória por 105-102 sobre o Dallas Mavericks. Schröder participou do Rising Stars Challenge em 13 de fevereiro de 2015, registrando 13 pontos, nove assistências e três roubos na vitória do Time Mundo por 121-112 sobre o Time EUA. Seu desempenho foi elogiado pelos analistas da ESPN que o descreveram como um "jovem Tony Parker". Em 15 de março de 2015, ele registrou 24 pontos e 10 assistências na vitória por 91-86 sobre o Los Angeles Lakers. Na temporada de 2014–15, Schröder aumentou suas médias para 10,0 pontos e 4,1 assistências em 19,7 minutos.
Schröder continuou sendo banco de Teague na temporada de 2015-16, fazendo apenas seis jogos como titular nos 80 que disputou. Ele teve médias de 11,0 pontos e 4,4 assistências em 20,3 minutos. Em 20 de fevereiro de 2016, ele registrou 25 pontos e 10 assistências na derrota por 117-109 para o Milwaukee Bucks. No Jogo 1 da segunda rodada dos playoffs contra o Cleveland Cavaliers, Schröder marcou 27 pontos em uma derrota por 104-93.
Em 26 de outubro de 2016, Schröder assinou uma extensão de contrato de 4 anos e 70 milhões de dólares com os Hawks. Ele tomou as rédeas como armador titular dos Hawks na temporada de 2016-17 após a troca de Teague para o Indiana Pacers. Em 8 de novembro de 2016, Schröder marcou 28 pontos na vitória por 110-106 sobre o Cleveland Cavaliers. Em 30 de novembro de 2016, ele marcou 14 de seus 31 pontos no quarto quarto da derrota por 109-107 para o Phoenix Suns. Em 9 de dezembro de 2016, ele marcou 33 pontos na vitória por 114-110 sobre o Milwaukee Bucks. No Jogo 5 da primeira rodada dos playoffs contra o Washington Wizards, Schröder registrou 29 pontos e 11 assistências em uma derrota por 103-99.
Em 23 de dezembro de 2017, Schröder marcou 33 pontos, incluindo 27 no segundo tempo, para ajudar os Hawks a vencer o Dallas Mavericks por 112-107. Em 12 de janeiro de 2018, ele marcou 34 pontos na vitória por 110-105 sobre o Brooklyn Nets. Em 20 de março de 2018, ele marcou 41 pontos na vitória por 99-94 sobre o Utah Jazz.

### Oklahoma City Thunder (2018–2020)
Em 25 de julho de 2018, Schröder foi negociado com o Oklahoma City Thunder em um contrato de três equipes envolvendo os Hawks e o Philadelphia 76ers.
Em sua primeira temporada em Oklahoma, ele foi posicionado como o sexto homem da equipe, sendo reserva de Russell Westbrook. Em sua estreia pelo Thunder na abertura da temporada, Schröder registrou 21 pontos, oito rebotes, seis assistências e três roubos na derrota por 108-100 para o Golden State Warriors. Em 7 de novembro, ele marcou 28 pontos na vitória por 95-86 sobre o Cleveland Cavaliers. Em 21 de novembro, ele marcou 32 pontos na vitória por 123-95 sobre os Warriors. Em 1º de fevereiro de 2019, ele marcou 24 de seus 28 pontos no segundo quarto da vitória por 118-102 sobre o Miami Heat. Em 3 de março, ele registrou 17 pontos e 11 rebotes na vitória por 99-95 sobre o Memphis Grizzlies.
Em sua segunda temporada com a equipe, ele continuou como sexto homem, sendo reserva de Chris Paul e Shai Gilgeous-Alexander. Schröder liderou a liga em pontuação como reserva com média de 18,9 pontos. Ele terminou como vice-campeão do Prêmio de Sexto Homem do Ano, perdendo para Montrezl Harrell.

### Los Angeles Lakers (2020–2021)
Em 18 de novembro de 2020, Schröder foi negociado com o Los Angeles Lakers em troca de Danny Green e Jaden McDaniels.
Em 22 de dezembro de 2020, Schröder fez sua estreia nos Lakers, registrando 14 pontos, 12 rebotes e oito assistências, na derrota por 116-109 para o Los Angeles Clippers.
No final de março de 2021, ele rejeitou a oferta de extensão de contato dos Lakers de quatro anos e 84 milhões de dólares para buscar um acordo maior na pós-temporada. Ele foi afastado duas vezes durante a temporada devido aos protocolos da COVID-19, incluindo perder sete jogos no final da temporada.
Schröder foi titular em 61 jogos durante a temporada regular e teve médias de 15,4 pontos e 5,8 assistências. Seus números caíram nos playoffs para 14,3 pontos e 2,8 assistências e os Lakers foram eliminados em seis jogos pelo Phoenix Suns.

### Boston Celtics (2021–2022)
Em 13 de agosto de 2021, Schroder assinou com o Boston Celtics em um contrato de um ano e US$ 5,9 milhões. Schröder escolheu usar o número 71, já que seu habitual número 17 foi aposentado pelo Celtics em homenagem a John Havlicek. Ele se tornou apenas o quarto jogador conhecido na história da liga a usar o número 71 e o primeiro desde McCoy McLemore em 1965.

### Houston Rockets (2022)
Em 10 de fevereiro de 2022, Schröder foi negociado, junto com Enes Freedom e Bruno Fernando, para o Houston Rockets em troca de Daniel Theis. Em 29 de março, Schröder foi afastado até o final da temporada devido a uma lesão no ombro.

### Retorno ao Lakers (2022–2023)
Em 16 de setembro de 2022, o Los Angeles Lakers assinou um contrato de um ano e US$ 2,64 milhões com Schröder. O alemão escolheu a equipe citando "negócios inacabados".
Em 20 de janeiro de 2023, ele registrou 19 pontos, oito rebotes, oito assistências e fez a bandeja que deu a vitória para a equipe por 122-121 sobre o Memphis Grizzlies.
Schröder também foi um grande fator no retorno dos Lakers aos playoffs. Em 11 de abril de 2023, durante o play-in contra o Minnesota Timberwolves, Dennis marcou 21 pontos incluindo uma cesta de 3 pontos faltando 1,4 segundos para o final do tempo regulamentar. Eventualmente, os Lakers venceram o jogo.

### Toronto Raptors (2023–2024)
Em 30 de junho de 2023, Schröder assinou um contrato de dois anos e US$ 26 milhões com o Toronto Raptors. Foi o sexto time de Dennis quando ele entra em sua décima temporada na NBA.
Em 25 de outubro de 2023, Schröder fez sua estreia nos Raptors e registrou 22 pontos e sete assistências na vitória por 97-94 sobre o Minnesota Timberwolves.
Em 13 de dezembro de 2023, após uma vitória por 135-128 sobre o Atlanta Hawks, na qual registrou 17 pontos, sete assistências e 3 rebotes, Schröder alcançou 10.000 pontos na carreira.

### Brooklyn Nets (2024)
Em 8 de fevereiro de 2024, Schröder foi negociado, junto com Thaddeus Young, para o Brooklyn Nets em troca de Spencer Dinwiddie. Em 10 de fevereiro, Schröder fez sua estreia nos Nets e registrou 15 pontos e 12 assistências na vitória por 123-103 sobre o San Antonio Spurs.

### Golden State Warriors (2024–2025)
Em 15 de dezembro de 2024, Schröder foi negociado, junto com uma escolha de segunda rodada de 2025, para o Golden State Warriors em troca de De'Anthony Melton, Reece Beekman e três escolhas de segunda rodada.

### Detroit Pistons (2025–Presente)
Em 6 de fevereiro de 2025, Schröder foi negociado para o Detroit Pistons, que também adquiriu Lindy Waters III e uma futura escolha de segunda rodada, como parte de uma troca envolvendo cinco equipes feita pelos Warriors para adquirir Jimmy Butler.

## Carreira na seleção

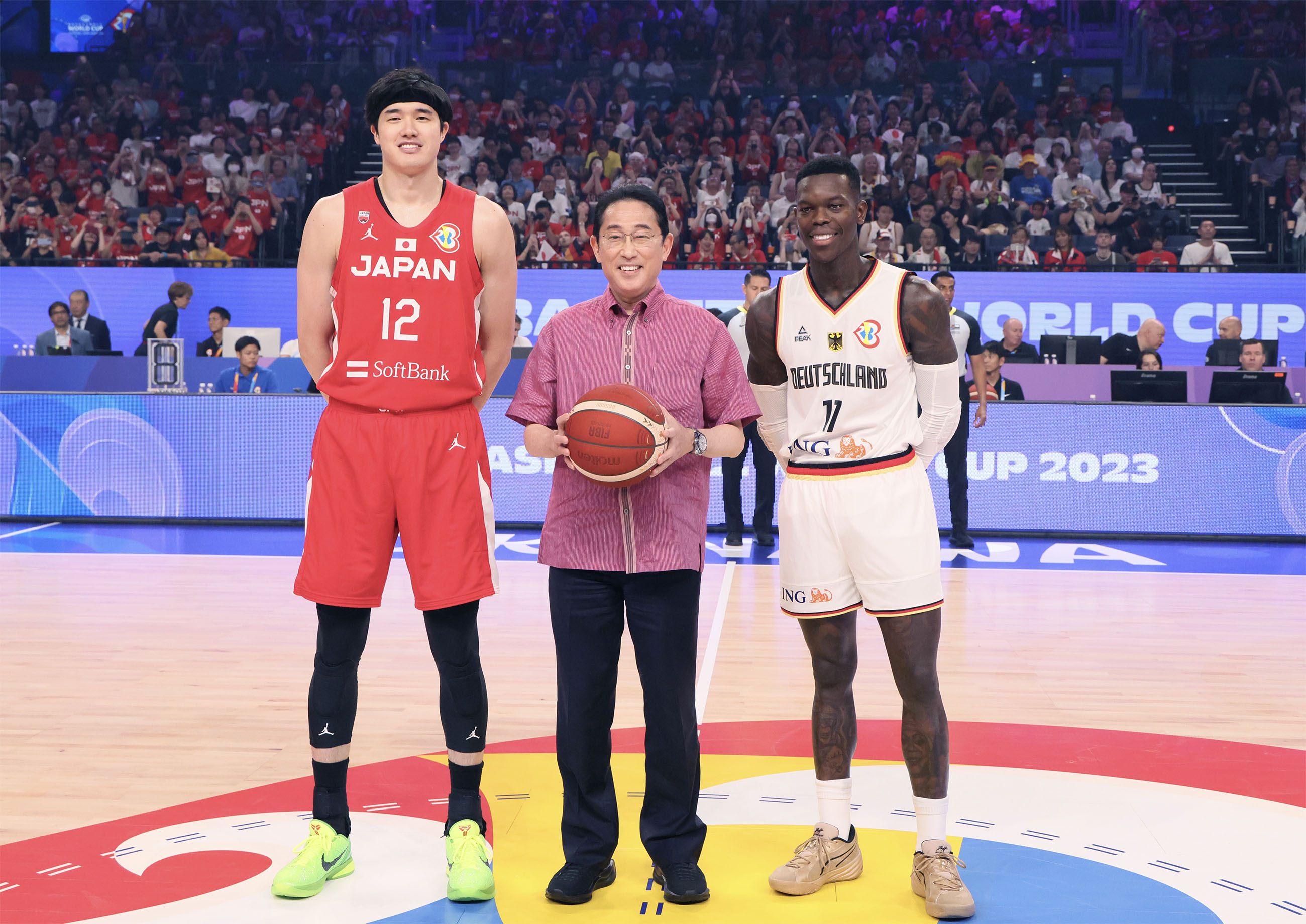
Schröder (à direita) com a Alemanha ao lado do jogador japonês Yuta Watanabe e do primeiro-ministro japonês Fumio Kishida em 2023

Schröder foi membro das Seleções Alemãs sub-18 e sub-20. Ele disputou o EuroBasket Sub-20 de 2012 e ajudou a equipe alemã a ficar em quinto lugar com médias de 6,1 pontos, 2 assistências e 1,8 rebotes em 14,6 minutos. Em 27 de julho de 2014, ele fez sua estreia pela seleção alemã em um jogo contra a Finlândia.
Schröder jogou no EuroBasket de 2015. A Alemanha não se classificou para a fase eliminatória e terminou em 18º lugar no ranking final. Ele retornou para a EuroBasket de 2017, levando a Alemanha às quartas-de-final com uma média de 23,7 pontos.
Schröder havia expressado o desejo de jogar pela Alemanha nos Jogos Olímpicos de Verão de 2020, no entanto, a Federação Alemã de Basquete não pôde atender aos requisitos de seguro financeiro.
Ele retornou ao EuroBasket de 2022 e levou a Alemanha ao terceiro lugar, sendo nomeado para a equipe do torneio com médias de 22,1 pontos e 7,1 assistências.
Schröder liderou a seleção alemã ao seu primeiro título da Copa do Mundo de Basquete. A equipe ficou invicta, derrotando times de primeira linha como Austrália e Estados Unidos. Após a final entre Alemanha e Sérvia, ele foi nomeado MVP da Copa do Mundo de 2023 com médias de 17,9 pontos e 6,7 assistências.
Nas Olimpíadas de 2024 em Paris, Schröder foi o porta-bandeira da Alemanha junto com a judoca Anna-Maria Wagner. Após terminar invicto no Grupo B e vencer a Grécia nas quartas de final, a Alemanha perdeu para a França por 69–73 nas semifinais. No jogo pela medalha de bronze, a Alemanha foi derrotada pela Sérvia por 83–93. Pelo seu desempenho, Schröder foi nomeado para a Equipe Ideal nas Olimpíadas.

## Prêmios e homenagens
- Seleção da Alemanha:
  - FIBA World Championship:
    -  Medalha de Ouro 2023

## Estatísticas da NBA

#### Temporada regular
| Ano      | Equipe       | PJ  | PT  | MPJ  | AP   | 3P   | LL   | RT  | AS  | BR  | TO | PPJ  |
| -------- | ------------ | --- | --- | ---- | ---- | ---- | ---- | --- | --- | --- | -- | ---- |
| 2013-14  | Atlanta      | 49  | 0   | 13.1 | .383 | .238 | .674 | 1.2 | 1.9 | .3  | .0 | 3.7  |
| 2014-15  | Atlanta      | 77  | 10  | 19.7 | .427 | .351 | .827 | 2.1 | 4.1 | .6  | .1 | 10.0 |
| 2015-16  | Atlanta      | 80  | 6   | 20.3 | .421 | .322 | .791 | 2.6 | 4.4 | .9  | .1 | 11.0 |
| 2016-17  | Atlanta      | 79  | 78  | 31.5 | .451 | .340 | .855 | 3.1 | 6.3 | .9  | .2 | 17.9 |
| 2017-18  | Atlanta      | 67  | 67  | 31.0 | .436 | .290 | .849 | 3.1 | 6.2 | 1.1 | .1 | 19.4 |
| 2018-19  | Thunder      | 79  | 14  | 29.3 | .414 | .341 | .819 | 3.6 | 4.1 | .8  | .2 | 15.5 |
| 2019-20  | Thunder      | 65  | 2   | 30.8 | .469 | .385 | .839 | 3.6 | 4.0 | .7  | .2 | 18.9 |
| 2020–21  | L.A. Lakers  | 61  | 61  | 32.1 | .437 | .335 | .848 | 3.5 | 5.8 | 1.1 | .2 | 15.4 |
| 2021–22  | Boston       | 49  | 25  | 29.2 | .440 | .349 | .848 | 3.3 | 4.2 | .8  | .1 | 14.4 |
| 2021–22  | Houston      | 15  | 4   | 26.9 | .393 | .328 | .872 | 3.3 | 5.9 | .8  | .2 | 10.9 |
| 2022–23  | L.A. Lakers  | 67  | 50  | 29.6 | .415 | .329 | .857 | 2.5 | 4.4 | .7  | .1 | 12.4 |
| 2023-24  | Toronto      | 51  | 33  | 30.6 | .442 | .350 | .852 | 2.7 | 6.1 | .9  | .2 | 13.7 |
| 2023-24  | Brooklyn     | 29  | 25  | 32.0 | .424 | .412 | .797 | 3.5 | 6.0 | .6  | .3 | 14.6 |
| 2024-25  | Brooklyn     | 23  | 23  | 33.6 | .452 | .387 | .889 | 3.0 | 6.6 | 1.1 | .2 | 18.4 |
| 2024-25  | Golden State | 24  | 18  | 26.2 | .375 | .322 | .744 | 2.3 | 4.4 | 1.0 | .1 | 10.6 |
| Carreira | Carreira     | 815 | 416 | 27.7 | .425 | .338 | .824 | 2.8 | 4.9 | .8  | .1 | 13.7 |

#### Play-in
| Ano      | Equipe      | PJ | PT | MPJ  | AP   | 3P   | LL    | RT  | AS  | BR  | TO  | PPJ  |
| -------- | ----------- | -- | -- | ---- | ---- | ---- | ----- | --- | --- | --- | --- | ---- |
| 2021     | L.A. Lakers | 1  | 1  | 30.5 | .214 | .167 | .833  | 3.0 | 5.0 | 1.0 | 1.0 | 12.0 |
| 2023     | L.A. Lakers | 1  | 0  | 32.5 | .417 | .750 | 1.000 | 4.0 | 2.0 | 1.0 | .0  | 21.0 |
| Carreira | Carreira    | 2  | 1  | 31.5 | .308 | .400 | .929  | 3.5 | 3.5 | 1.0 | .5  | 16.5 |

#### Playoffs
| Ano      | Equipe      | PJ | PT | MPJ  | AP    | 3P    | LL   | RT  | AS  | BR  | TO | PPJ  |
| -------- | ----------- | -- | -- | ---- | ----- | ----- | ---- | --- | --- | --- | -- | ---- |
| 2014     | Atlanta     | 2  | 0  | 3.5  | 1.000 | 1.000 | .000 | 1.0 | .0  | .0  | .0 | 2.5  |
| 2015     | Atlanta     | 16 | 0  | 18.1 | .386  | .235  | .857 | 1.8 | 3.9 | .6  | .0 | 9.0  |
| 2016     | Atlanta     | 10 | 0  | 19.1 | .452  | .343  | .846 | 1.9 | 3.6 | .4  | .1 | 11.7 |
| 2017     | Atlanta     | 6  | 6  | 35.2 | .455  | .425  | .838 | 2.3 | 7.7 | 1.2 | .0 | 24.7 |
| 2019     | Thunder     | 5  | 0  | 30.2 | .455  | .300  | .722 | 3.2 | 3.4 | 0.8 | .0 | 13.8 |
| 2020     | Thunder     | 7  | 0  | 32.4 | .404  | .289  | .800 | 3.7 | 3.6 | 0.6 | .1 | 17.3 |
| 2021     | L.A. Lakers | 6  | 6  | 32.7 | .400  | .308  | .846 | 3.0 | 2.8 | 1.0 | .2 | 14.3 |
| 2023     | L.A. Lakers | 16 | 3  | 26.1 | .398  | .333  | .821 | 1.9 | 2.9 | 1.0 | .2 | 7.4  |
| Carreira | Carreira    | 68 | 15 | 24.9 | .420  | .325  | .823 | 2.3 | 3.7 | .7  | .1 | 11.9 |

## Vida pessoal

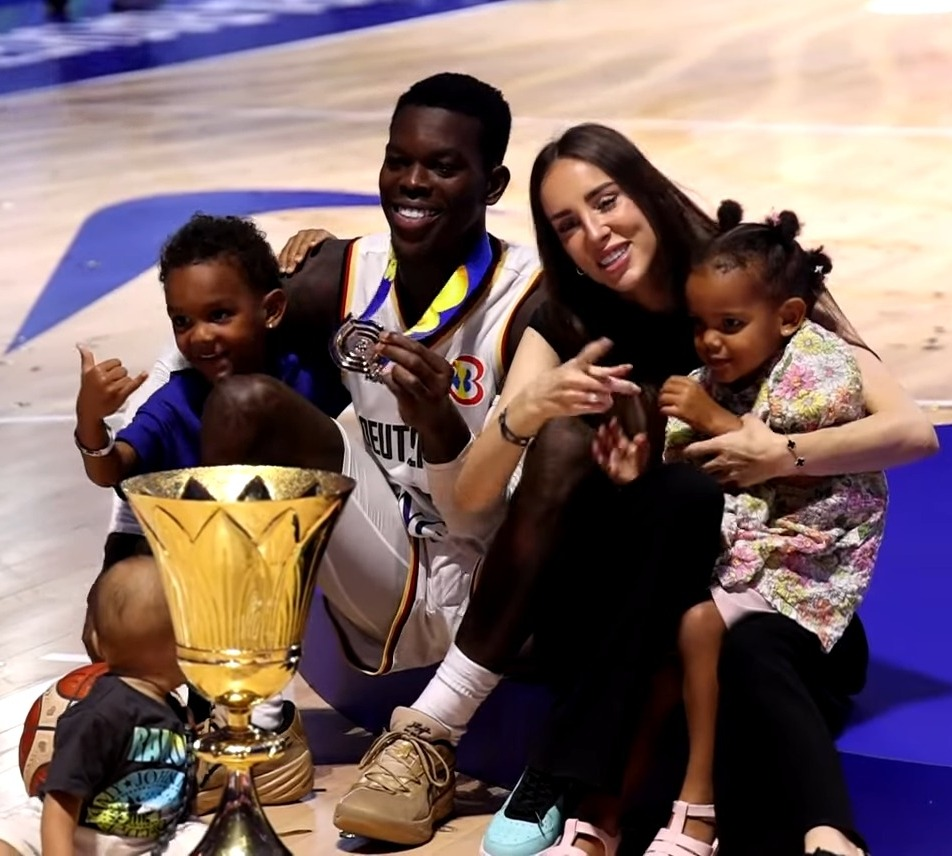
Schröder e sua família

Schröder é filho de pai alemão e mãe gambiana. Ele afirmou que começou a se concentrar em sua carreira no basquete depois que seu pai morreu em 2009. Ele e seu irmão estavam fortemente envolvidos com o skate até que Dennis descobriu o basquete aos 11 anos. Seu agente é o ex-jogador da seleção alemã de basquete, Ademola Okulaja.
Schröder é muçulmano. Ele reza antes dos jogos e antes de dormir. Schröder é abstêmio e nunca consumiu álcool na vida.
Ele teve duas temporadas como substituto por causa dos protocolos da Covid-19 e disse que não foi vacinado.
Schröder ficou conhecido por sua mecha de cabelo loiro descolorido que adotou ao deixar a Alemanha e ir para os Estados Unidos. Foi por sugestão de sua mãe, que achou que ajudaria as pessoas a reconhecê-lo em público.
Após a eliminação dos Nets nos playoffs de 2024, Schröder se juntou ao time de futebol, Germania Bleckenstedt, da Landesliga Braunschweig, na Alemanha.